# Атанас Кавръков
Атанас Николов Кавръков е един от последните български иконописци и резбари, наследил дълголетна иконописна традиция, той отбелязва и нейния завършек.
Атанас Кавръков е роден на 6 февруари 1877 година в Сливен. Влечението му към рисуването си проявил още като малко момче. Когато завършил трети клас, през 1896 г. баща му го праща да учи занаят при майстор Никола Василев – Марангозчията от Калофер, който бил дърводелец и резбар. По традиция, занаятчиите не предавали лесно уменията си на своите чираци. Изучава занаята чрез много наблюдения на работата на учителя си и упорито повторение на неговите произведения.
През 1898 година майстор Никола и двадесет и една годишния Атанас изработват две църковни олтарни врати с богата резба. През 1899 година Атанас Кавръков създава рядко красива резбована рамка, предназначена за фотография, която да бъде изпратена на Парижкото изложение.
След като отслужил военната си служба той работи в Шипченския манастир, като дърводелец. Там наблюдава иконописците – професори, реставратори дошли от Санкт Петербург със своите студенти. Завръщайки се в Сливен, Кавръков рисува портретите на Желязко Караманов, Димитър Пчеларов, Цвятко Кършев, по-късно и на своя баща.
През 1904 година заминава за Габрово където работи дърводелство, а в свободното си време се изучава при иконописеца Рачо Тихолов.
През 1909 година работи предимно в своя град Сливен, но поръчки получава отвсякъде: Старазагорско, Търновско, Бургаско, Карнобатско, Ямболско, Елховско. Работи като зограф и изписва предимно църкви. Заедно с чешкия художник Йосиф Цобел реставрират иконите в една от най-старите църкви на Балканския полуостров „Света София“ в сливенския квартал Ново село. Неговата сръчна ръка е оставила следи в храмовете на почти цяла Югоизточна България. В много от иконите той излиза извън поставените рамки от църковния канон. Произведенията му са разположени в близо петдесет населени места.
Скиците му с молив от Балканската и Първата световна война са с дълбоко хуманно съдържание и прочувствен привкус. Някои от тях са „Холерни бараки“, „Бежанци“, „На пост“, „Боят при село Зборско“, общо повече от тридесет скици. Заради войната не успява да постъпи на обучение в рисувалното училище в София.
Атанас Кавръков почива на 8 януари 1956 година.